# Cupedídeos
Cupedídeos (Cupedidae) é uma pequena família de insectos coleópteros. Os seus élitros têm um padrão particular, de aspecto reticular.
A família é formada por cerca de 30 espécies, em nove géneros. Tem uma distribuição global. Conhecem-se espécies extintas, datadas mesmo desde o Triássico.
Têm um aspecto alongado, com os lados do corpo paralelos. Medem de 5 a 25 mm, com coloração castanha, preta ou cinzenta. As larvas são perfuradoras de madeira, vivendo tipicamente em madeira infestada por fungos, por vezes em construções de madeira.

## Géneros
- Adinolepsis
- Ascioplaga
- Cupes
- Distocupes
- Paracupes
- Priacma
- Prolixocupes
- Rhipsideigma
- Tenomerga